# Procelsterna cerulea
Procelsterna cerulea е вид птица от семейство Sternidae.

## Разпространение
Видът е разпространен в Американска Самоа, Австралия, Кирибати, Маршалови острови, Микронезия, Нова Каледония, Острови Кук, Самоа, САЩ, Тувалу, Уолис и Футуна, Фиджи, Френска Полинезия и Япония.